# Canton d'Anglet
Le canton d'Anglet est une circonscription électorale française du département des Pyrénées-Atlantiques.

## Histoire
Un nouveau découpage territorial des Pyrénées-Atlantiques entre en vigueur à l'occasion des élections départementales de 2015. Il est défini par le décret du 25 février 2014, en application des lois du 17 mai 2013 (loi organique 2013-402 et loi 2013-403). Les conseillers départementaux sont, à compter de ces élections, élus au scrutin majoritaire binominal mixte. Les électeurs de chaque canton élisent au Conseil départemental, nouvelle appellation du Conseil général, deux membres de sexe différent, qui se présentent en binôme de candidats. Les conseillers départementaux sont élus pour 6 ans au scrutin binominal majoritaire à deux tours, l'accès au second tour nécessitant 12,5 % des inscrits au 1er tour. En outre la totalité des conseillers départementaux est renouvelée. Ce nouveau mode de scrutin nécessite un redécoupage des cantons dont le nombre est divisé par deux avec arrondi à l'unité impaire supérieure si ce nombre n'est pas entier impair, assorti de conditions de seuils minimaux. Dans les Pyrénées-Atlantiques, le nombre de cantons passe ainsi de 52 à 27.
Le canton d'Anglet est formé d'une fraction de la commune d'Anglet. Il est entièrement inclus dans l'arrondissement de Bayonne. Le bureau centralisateur est situé à Anglet.

## Représentation
| Période élective | Période élective | Mandat | Mandat   | Identité            | Nuance | Nuance | Qualité                              |
| ---------------- | ---------------- | ------ | -------- | ------------------- | ------ | ------ | ------------------------------------ |
| 2015             | 2021             | 2015   | 2021     | Patrick Chassériaud |        | LR     | Commerçant Adjoint au Maire d'Anglet |
| 2015             | 2021             | 2015   | 2021     | Nicole Darrasse     |        | UDI    | Adjointe au Maire d'Anglet           |
| 2021             | 2028             | 2021   | en cours | Patrick Chassériaud |        | LR     | Conseiller sortant                   |
| 2021             | 2028             | 2021   | en cours | Nicole Darrasse     |        | UDI    | Conseillère sortante                 |

### Résultats détaillés

#### Élections de mars 2015
À l'issue du 1er tour des élections départementales de 2015, deux binômes sont en ballottage : Patrick Chasseriaud et Nicole Darrasse (Union de la Droite, 40,69 %) et Sandrine Derville et Guy Mondorge (PS, 29,88 %). Le taux de participation est de 48,42 % (8 076 votants sur 16 680 inscrits) contre 52,8 % au niveau départemental et 50,17 % au niveau national.
Au second tour, Patrick Chasseriaud et Nicole Darrasse (Union de la Droite) sont élus avec 56,84 % des suffrages exprimés et un taux de participation de 49,18 % (4 265 voix pour 8 179 votants et 16 630 inscrits).

#### Élections de juin 2021
Le premier tour des élections départementales de 2021 est marqué par un très faible taux de participation (33,26 % au niveau national). Dans le canton d'Anglet, ce taux de participation est de 33,95 % (6 139 votants sur 18 081 inscrits) contre 38,82 % au niveau départemental. À l'issue de ce premier tour, deux binômes sont en ballottage : Patrick Chasseriaud et Nicole Darrasse (Union au centre et à droite, 42,55 %) et Florence Mazeres et Jérôme Pires (PS, 25,08 %).
Le second tour des élections est marqué une nouvelle fois par une abstention massive équivalente au premier tour. Les taux de participation sont de 34,36 % au niveau national, 40,13 % dans le département et 35,16 % dans le canton d'Anglet. Patrick Chasseriaud et Nicole Darrasse (Union au centre et à droite) sont élus avec 58,84 % des suffrages exprimés (3 502 voix pour 6 359 votants et 18 084 inscrits),,.

## Composition
| Nom                            | Code Insee | Intercommunalité  | Superficie (km2) | Population (dernière pop. légale)                | Densité (hab./km2) | Modifier                                    |
| ------------------------------ | ---------- | ----------------- | ---------------- | ------------------------------------------------ | ------------------ | ------------------------------------------- |
| Anglet (bureau centralisateur) | 64024      | CA du Pays Basque | 26,93            | Fraction : 26 263 (2022) Commune : 42 288 (2022) | 1 570              | modifier les données · modifier les données |
| Canton d'Anglet                | 6401       |                   |                  | 26 263 (2022)                                    |                    | modifier les données                        |

Le canton d'Anglet comprend la partie de la commune d'Anglet située au sud et à l'est d'une ligne définie par l'axe des voies et limites suivantes : depuis la limite territoriale de la commune de Biarritz, avenue de Biarritz, rue Sainte-Marguerite, avenue des Cyprès, rue des Fleuristes, allée des Camélias, rue des Primevères, rue de Hirigogne, rue des Cinq-Cantons, rue Paul-Courbin, boulevard du B-A-B, jusqu'à la limite territoriale de la commune de Bayonne.

## Démographie
En 2022, le canton comptait 26 263 habitants, en évolution de +11,08 % par rapport à 2016 (Pyrénées-Atlantiques : +3,78 %, France hors Mayotte : +2,11 %).
| 2013   | 2018   | 2022   |
| ------ | ------ | ------ |
| 23 810 | 23 958 | 26 263 |